# Лепковская, Илона
Илона Лепковская (пол. Ilona Łepkowska; род. 11 июля 1954) — польская сценаристка.

## Биография
Илона Лепковская родилась в Варшаве. В 1977 окончила факультет менеджмента Варшавского университета, а затем в 1982 сценарный факультет Киношколы в Лодзи.
Её отец — историк Тадеуш Лепковский.

## Избранная фильмография
- 1983 — Каникулы с Мадонной / Wakacje z Madonną
- 1985 — Ох, Кароль / Och, Karol
- 1998 — Сабина / Sabina
- 1999-2001 — В добре и в зле / Na dobre i na zle (телесериал)
- 2000-2007 — «Л» значит Любовь / M jak miłość (телесериал)
- 2004 — Никогда в жизни! / Nigdy w życiu!
- 2011 — Ох, Кароль 2 / Och, Karol 2